# Jeffrey Alan Hoffman
Jeffrey Alan Hoffman (Brooklyn, New York, 1944. november 2.–) amerikai űrhajós.

## Életpálya
1966-ban az Amherst College keretében csillagászatból vizsgázott (summa cum laude). 1971-ben a Harvard Egyetemen asztrofizikából doktorált (Ph.D.). 
1972-1975 között posztdoktori munkáját a Leicester Egyetemen végezte. Több műholdas csillagvizsgálat tudományos támogatója. 1988-ban a Rice Egyetemen megvédte doktorátusát. Kutatási területe a nagy energiájú asztrofizika, különös kozmikus gamma és röntgen csillagászat.
1978. január 16-tól a Lyndon B. Johnson Űrközpontban részesült űrhajóskiképzésben. Kiképzését követően az űrrepülőgépen végzendő csillagászai programok tesztelője. Segítette a fedélzeti navigációs rendszerek tesztelését. Kiképzett űrhajósként tagja volt az STS–5, STS–8 és STS–82 támogató (tanácsadó, problémamegoldó) csapatának. Az Űrhajózási Iroda biztonsági képviselője. Öt űrszolgálata alatt összesen 50 napot, 11 órát és 54 percet (1212 óra) töltött a világűrben. Űrszolgálata alatt négy űrsétát (kutatás, szerelés) végzett, összesen 1,05 napot töltött az űrrepülőgépen kívül. Űrhajós pályafutását 1997 júliusában fejezte be. 2001-ig a NASA európai képviselője Párizsban. Jelenleg "adjunktus" a Department of Légügyi és Űrhajózási a Massachusetts Institute of Technology-nál (MIT).

## Űrrepülések
- STS–51–D, a Discovery űrrepülőgép 4. repülésének küldetésspecialistája. Kettő műholdat állítottak pályairányba. Összesen 6 napot, 23 órát, 55 percet és 23 másodpercet (168 óra) töltött a világűrben. 4 650 658 kilométert (2 889 785 mérföldet) repült, 110 alkalommal kerülte meg a Földet.
- STS–35, a Columbia űrrepülőgép 10. repülésének küldetésspecialistája. Az ASTRO–1 obszervatóriumot állították Föld körüli pályára. Egy űrszolgálata alatt összesen 8 napot, 23 órát és 5 percet (215 óra) töltött a világűrben. 6 000 658 kilométert (3 728 636 mérföldet) repült, 144 kerülte meg a Földet.
- STS–46, az Atlantis űrrepülőgép 12. repülésének küldetésspecialistája. Pályairányba állították az Európai Űrügynökség (ESA) által gyártott EURECA tudományos műholdat, valamint működtették az olasz tervezésű (Tethered Satellite System) (TSS) laboratóriumot. Egy űrszolgálata alatt összesen 7 napot, 23 órát és 15 percet (191 óra) töltött a világűrben. 5 344 643 kilométert (3 321 007 mérföldet) repült, 127 kerülte meg a Földet.
- STS–61, az Endeavour űrrepülőgép ötödik repülésének küldetésspecialistája. Több űrséta (kutatás, javítás) alkalmazásával megjavították a Hubble–űrteleszkóp hibás optikáját. Egy űrszolgálata alatt összesen 10 napot, 19 órát és 58 percet (260 óra) töltött a világűrben. 7 135 464 kilométert (4 433 772 mérföldet) repült, 163 kerülte meg a Földet.
- STS–75, a Columbia űrrepülőgép 19. repülésének küldetésspecialistája. Pályairányba állítottak egy olasz műholdat. Egy űrszolgálata alatt összesen 15 napot, 17 órát és 41 percet (378 óra) töltött a világűrben. 10 460 000 kilométert (6 500 000 mérföldet) repült, 252 kerülte meg a Földet.

## Írásai
Több mint 20 tudományos kiadvány szerzője, társszerzője.